# Hebron (Indiana)
Hebron es un pueblo ubicado en el condado de Porter en el estado estadounidense de Indiana. En el Censo de 2010 tenía una población de 3724 habitantes y una densidad poblacional de 727,65 personas por km².

## Geografía
Hebron se encuentra ubicado en las coordenadas 41°19′30″N 87°12′9″O / 41.32500, -87.20250. Según la Oficina del Censo de los Estados Unidos, Hebron tiene una superficie total de 5.12 km², de la cual 5.12 km² corresponden a tierra firme y (0%) 0 km² es agua.

## Demografía
Según el censo de 2010, había 3724 personas residiendo en Hebron. La densidad de población era de 727,65 hab./km². De los 3724 habitantes, Hebron estaba compuesto por el 95.86% blancos, el 1.07% eran afroamericanos, el 0.19% eran amerindios, el 0.38% eran asiáticos, el 0% eran isleños del Pacífico, el 0.89% eran de otras razas y el 1.61% pertenecían a dos o más razas. Del total de la población el 6.07% eran hispanos o latinos de cualquier raza.